# 광주월드컵경기장
광주월드컵경기장(光州월드컵競技場, Gwangju World Cup Stadium)은 대한민국 광주광역시에 있는 스포츠 시설이다. 2002년 FIFA 월드컵 기간 동안에는 육상 트랙이 있는 부분에 잔디를 설치하여 축구 전용 경기장으로 개장했으며, 현재 축구와 육상 경기를 개최할 수 있는 다목적 경기장으로 운용되고 있다.
K리그 광주 상무가 2003년부터 2010년까지 홈 구장으로 사용해오다가 상무가 경상북도 상주시로 연고지를 이전한 후 2011년부터는 광주광역시의 시민 구단인 광주 FC의 홈 구장으로 사용되고 있으며 해외에는 거스 히딩크 경기장으로 알려지기도 했다. 대한민국과 스페인의 2002년 FIFA 월드컵 8강전이 열렸던 경기장이며 2015년 하계 유니버시아드 대회의 주 경기장으로도 사용되었다.

## 기록

### 2002년 FIFA 월드컵
| 날짜            | 팀 1           | 스코어          | 팀 2       | 라운드      |
| --------------- | -------------- | --------------- | ---------- | ----------- |
| 2002년 6월 2일  | 스페인         | 3 - 1           | 슬로베니아 | B조 1차전   |
| 2002년 6월 4일  | 중화인민공화국 | 0 - 2           | 코스타리카 | C조 1차전   |
| 2002년 6월 22일 | 대한민국       | 0 - 0 PSO 5 - 3 | 스페인     | 8강전 3경기 |

### 2005년 피스컵
| 날짜            | 팀 1           | 스코어 | 팀 2              | 라운드 |
| --------------- | -------------- | ------ | ----------------- | ------ |
| 2005년 7월 17일 | PSV 에인트호번 | 0 - 0  | 온세 칼다스       | A조    |
| 2005년 7월 21일 | 보카 주니어스  | 3 - 1  | 마멜로디 선다운즈 | B조    |

## 참고 문헌
- 〈광주월드컵경기장〉. 《두피디아》. 두산.
- “광주월드컵경기장”. 광주광역시체육회.[깨진 링크(과거 내용 찾기)]
- “광주월드컵경기장”. 공유광주.
- 《전국 공공체육 시설 현황 (2017년말 기준)》. 대한민국 문화체육관광부. 2019.
- 《2019년 전국 공공체육시설 현황 (2018년말 기준)》. 대한민국 문화체육관광부. 2020.
- 《2020년 전국 공공체육시설 현황 (2019년말 기준)》. 대한민국 문화체육관광부. 2021.
- 《2022년 전국 공공체육시설 현황 (2021년말 기준)》. 대한민국 문화체육관광부. 2023.
- 《2023 전국 공공체육시설 현황 (2022년 12월말 기준)》. 대한민국 문화체육관광부. 2024.

## 같이 보기
- 광주축구전용구장
- 광주 FC